# Serie Mundial Amateur de Béisbol de 1950
La XI Serie Mundial Amateur de Béisbol se llevó a cabo en Managua, Nicaragua del 18 de noviembre al 10 de diciembre de 1950. Inicialmente Cuba, Venezuela y República Dominicana igualaron a 9-2, disputándose un Round Robin ganado por República Dominicana sin embargo la FIBA determinaría que Puerto Rico habría inscrito jugadores profesionales por lo cual algunos juegos ganados fueron revertidos incluyendo su juego contra Cuba lo que finalmente le dio a estos últimos un registro de 10-1 y el título oficial.

## Hechos destacados
- República Dominicana fue el campeón del torneo luego de un Round Robin contra Cuba y Venezuela, pero el título sería rectificado al año siguiente.
- Cuba obtuvo el título al año siguiente tras la decisión de la FIBA en el caso de Puerto Rico y su alineación con jugadores profesionales.
- El congreso de la FIBA se designó a  Pablo Morales como presidente.

## Clasificación Final
| Posición | Equipo               | Ganados | Perdidos |
| -------- | -------------------- | ------- | -------- |
| 1        | Cuba                 | 10      | 1        |
| 2        | República Dominicana | 9       | 2        |
| 3        | Venezuela            | 9       | 2        |
| 4        | Panamá               | 8       | 3        |
| 5        | Nicaragua            | 7       | 4        |
| 6        | Colombia             | 6       | 5        |
| 7        | México               | 6       | 5        |
| 8        | Puerto Rico          | 4       | 7        |
| 9        | El Salvador          | 3       | 8        |
| 10       | Guatemala            | 2       | 9        |
| 11       | Costa Rica           | 2       | 9        |
| 12       | Honduras             | 0       | 11       |

| Cuba          |
| Campeón Cuba  |
| Quinto título |